# JEDEC
La JEDEC, autodenominada com una Solid State Technology Association, les sigles provenen de Joint Electron Device Engineering Council, és la branca de l'EIA (Electronic Industries Alliance) que representa les àrees de la indústria electrònica en els Estats Units per a l'estandardització de l'enginyeria i desenvolupament de tecnologies basades en semiconductors.
JEDEC va néixer el 1960 com una iniciativa conjunta de l'AIA i la NEMA, per cobrir la creixent necessitat d'estandardització de dispositius basats en semiconductors discrets. En 1970 els seus objectius es van estendre a l'àmbit dels llavors moderns circuits integrats.
Actualment està formada per unes 300 companyies associades, que comprenen fabricants, distribuïdors i usuaris de components basats en semiconductors.
Exemples de normativa:
JESD402-1A : mètodes i assajos de mesura de temperatura a components i mòduls.
JESD22-A104F : assajos de ciclats de temperatura.
JESD22-A110E.01: assajos accelarats de temperatura i humitat.
JS-002-2018 : assajos de descàrreges electroestàtiques.